# Kalá Nerá
Kalá Nerá (Kala Nera) är en ort i Grekland.   Den ligger i prefekturen Nomós Magnisías och regionen Thessalien, i den centrala delen av landet, 160 km norr om huvudstaden Aten. Kalá Nerá ligger 2 meter över havet och antalet invånare är 594.
Terrängen runt Kalá Nerá är varierad. Havet är nära Kalá Nerá åt sydväst.  Närmaste större samhälle är Volos, 17,0 km väster om Kalá Nerá. 